# Kokor
Pour les articles homonymes, voir Koch.
 (novembre 2019).
Kokor, pseudonyme de Alain Koch, né le 10 avril 1960 au Havre, est un illustrateur et auteur de bande dessinée (dessinateur, scénariste et coloriste).
Il a remporté le Veau d'Or du 12e festival Des Planches et des Vaches en avril 2013.

## Biographie
Kokor est né en 1960 au Havre. Il commence sa carrière d'auteur de bande dessinée dans les années 2000.
En 2013, il a remporté le Veau d'Or du 12e festival Des Planches et des Vaches, ce qui fait de lui le président du 13e festival en avril 2014,. Il publie en 2017 Alexandrin ou l'Art de faire des vers à pieds, l'histoire d'un sans-abri poète.
En plus de la bande dessinée, il est musicien, notamment bassiste dans un groupe de rock.

## Style et influences
Kokor cite Morris comme grande influence et comme étant son dessinateur préféré, notamment dans Lucky Luke.
Son univers est souvent décrit comme poétique et mystérieux,.

## Publications
- Kady, éditions Vents d'Ouest, janvier 2001[9]
- Balade Balade, éditions Vents d'Ouest, avril 2003[10]
- Le commun des mortels, éditions Vents d'Ouest, 2004
- Le voyages du docteur Gulliver (trois volumes), éditions Vents d'Ouest, 2006-2009
- Petite souris, grosse bêtise (dessin) avec Loïc Dauvillier (scénario), Éditions de la Gouttière, 2009
- Mon copain secret (dessin) avec Loïc Dauvillier (scénario), Éditions de la Gouttière, 2012
- Supplément d'âme,  Futuropolis, 2012
- Au-delà des mers, Futuropolis, 2015
- Alexandrin ou l'Art de faire des vers à pieds, Futuropolis, 2017[11].
- L'Ours est un écrivain comme les autres[12], adaptation du rooman de William Kotzwinkle, Futuropolis, octobre 2019  (ISBN 978-2-7548-2426-2)